# Moyländer Bruch
Moyländer Bruch is een natuurreservaat in Duitsland op de linkeroever van de Rijn aan de Nederrijnse Heuvelrug ten oosten van Bedburg-Hau nabij het kerkdorp Till-Moyland.

## Geografie
De Moyländer Bruch heeft een oppervlakte van ongeveer 0.59 km². Ten noorden ervan ligt het dorp Till-Moyland.
Ten zuiden ligt het dorp Louisendorf en ten oosten ervan bevindt zich de stad Kalkar.

## Kenmerken
Het smalle gebied slingert zich langs de noordoostzijde van een heuvelrug, de Moyländer Höhen, met op het laagste niveau een beek, de Moyländer Graben.
Het vrij kleine natuurreservaat ligt te midden van veel grotere beschermde landschappen, waaronder het LSG Moyländer Wald en het LSG Rheinaue Galleien/Moyland.
Door het gebied verloopt een landelijke weg naar enkele huizen, de Katzenbuckel, deze bosweg is deeltraject van de wandel- en fietsroute Voltaireweg van Slot Moyland naar Bedburg-Hau.

## Afbeeldingen

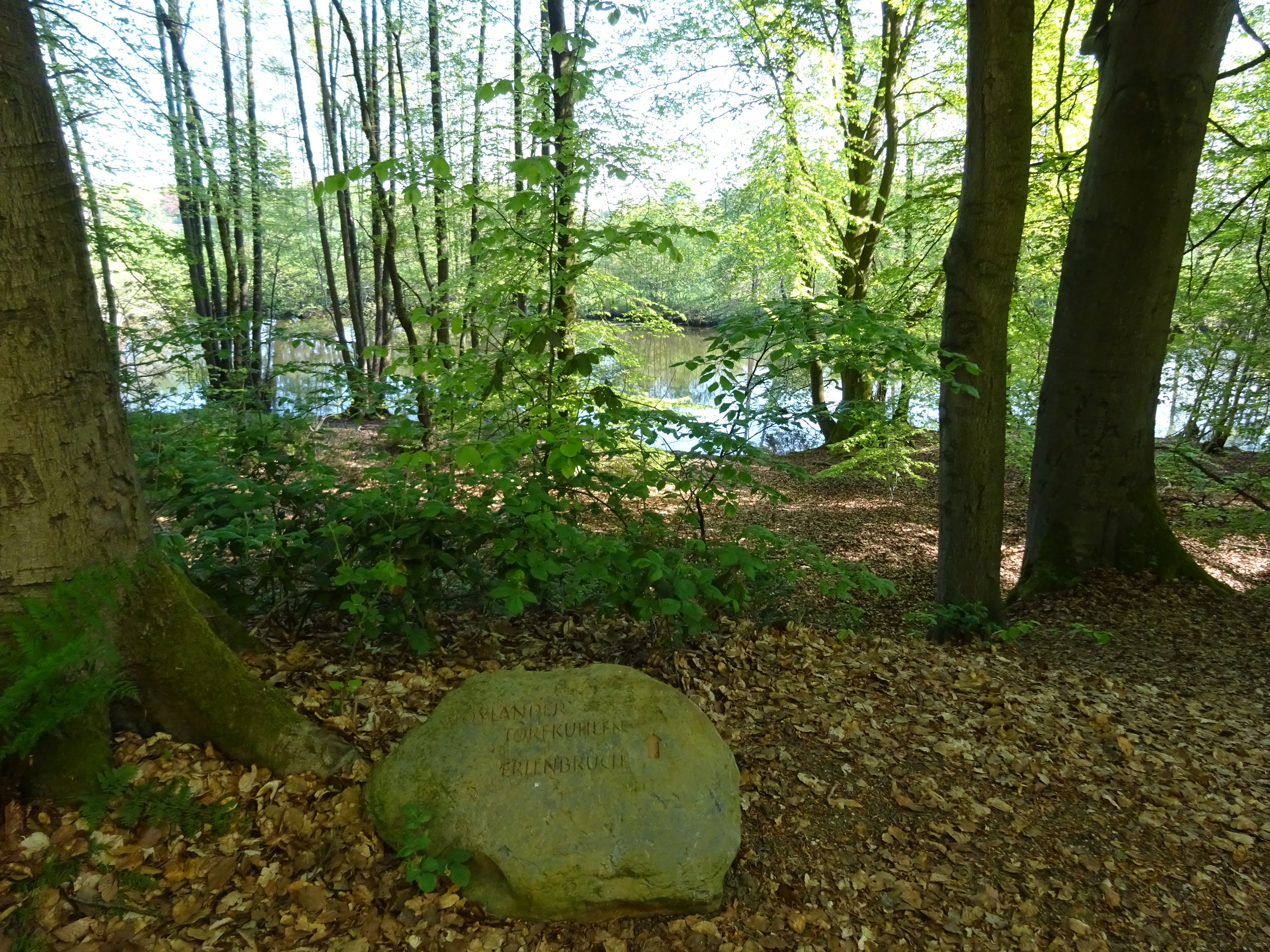
Moyländer Bruch
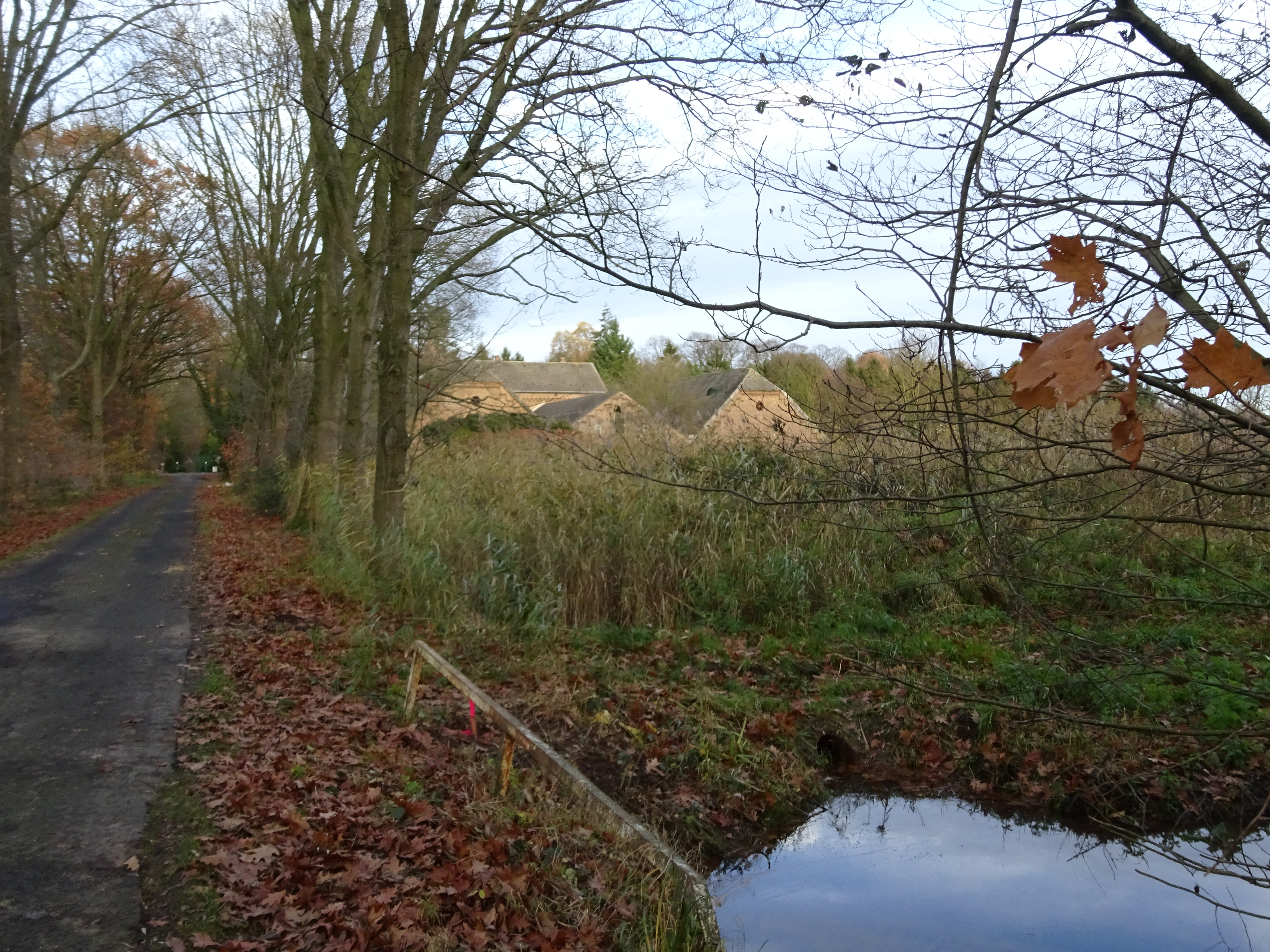
Moyländer Bruch